# Hugh Walpole
Sir Hugh Walpole Seymour, (ngày 13 tháng 3 năm 1884 - ngày 01 tháng 6 năm 1941) là một nhà văn Anh sinh ra ở New Zealand. Ông là con trai của một giáo sĩ Anh giáo, dự định cho con trai mình theo nghiệp trong giáo hội nhưng ông đã chọn nghề nhà văn. Trong số những người khuyến khích ông có các tác gia Henry James và Arnold Bennett. Với kỹ năng dựng cảnh, cốt truyện sống động, kinh nghiệm giảng viên đã mang đến cho ông một lượng độc giả lớn ở Vương quốc Anh và Bắc Mỹ. Ông là một tác giả có tác phẩm bán chạy nhất trong những năm 1920 và 1930, nhưng phần lớn đã bị lãng quên phần lớn kể từ khi ông qua đời.
Sau khi cuốn tiểu thuyết đầu tiên của ông The Wooden Horse ra mắt vào năm 1909, Walpole đã viết rất nhanh, sáng tác ít nhất một cuốn sách mỗi năm. Ông là một người kể chuyện tự nhiên, viết lách một cách nhanh chóng để có được tất cả các ý tưởng của mình trên giấy, ít khi sửa đổi nội dung.
Cuốn tiểu thuyết đầu tiên của ông đạt được thành công thực sự là tác phẩm thứ ba của ông, Mr. Perrin and Mr. Traill, một câu chuyện bi hài của một cuộc đụng độ chết người giữa hai thầy giáo. Trong chiến tranh thế giới thứ nhất, ông phục vụ trong Hội chữ thập đỏ trên mặt trận Nga-Áo, và làm công tác tuyên truyền của Anh ở Petrograd và London. Trong những năm 1920 và 1930 Walpole đã nhận được nhiều yêu cầu từ công chúng không chỉ với tư cách là một tiểu thuyết gia mà còn là một giảng viên về văn học, ông đã có bốn chuyến đi thuyết giảng được trả lương cao đặc biệt ở Bắc Mỹ.
Là một người đàn ông đồng tính tại thời điểm hành vi quan hệ đồng tính là bất hợp pháp ở Anh, ông đã tạo một loạt mối quan hệ căng thẳng nhưng kín đáo với những người đàn ông khác, trong phần lớn cuộc đời mình để tìm kiếm người mà ông cho là "người bạn hoàn hảo". Cuối cùng, ông tìm thấy một người, một cảnh sát đã kết hôn, người cùng ông định cư tại quận Lake Anh. Do lúc còn là nhà văn trẻ ông đã háo hức tìm kiếm sự hỗ trợ của các tác gia đã có tên tuổi, trong những năm sau này ông là một nhà tài trợ hào phóng của nhiều nhà văn trẻ. Ông là một nhà bảo trợ nghệ thuật thị giác và để lại một di sản đáng kể của các bức tranh cho Tate Gallery và các tổ chức khác của Anh.